# Perissopmeros
Genre
Synonymes
- Sternodes Butler, 1929 nec Fischer-Waldheim, 1837

Perissopmeros est un genre d'araignées aranéomorphes de la famille des Malkaridae.

## Systématique
Le genre Perissopmeros a été créé en 1932 par l'arachnologiste australien L. S. G. Butler (d) avec pour espèce type Perissopmeros castaneous.

## Distribution
Les espèces de ce genre sont endémiques d'Australie.

## Liste des espèces
Selon World Spider Catalog (version 15.5, 12/11/2014) :
- Perissopmeros arkana (Moran, 1986)
- Perissopmeros castaneous Butler, 1932
- Perissopmeros darwini Rix, Roberts & Harvey, 2009
- Perissopmeros foraminatus (Butler, 1929)
- Perissopmeros grayi (Moran, 1986)
- Perissopmeros mullawerringi (Moran, 1986)
- Perissopmeros quinguni (Moran, 1986)

## Publication originale
- (en) L. S. G. Butler, « Studies in Australian spiders, No. 2 », Proceedings of the Royal Society of Victoria. New series, Melbourne, Inconnu, vol. 44, no 2,‎ 1932, p. 103-117 (ISSN 0035-9211, lire en ligne).